# Allocheilos
Allocheilos es un género con tres especies de plantas  perteneciente a la familia Gesneriaceae.

## Descripción
Plantas herbáceas perennifolias en rosetas con rizomas. Las hojas radiales, la lámina suborbicular o cordada-orbicular, crenada. Las inflorescencia en cimas con  2-5-floes. Sépalos libres en la base, lineares. Corola bilabiada. El fruto una cápsula cilíndrica  dehiscence.

## Etimología
El nombre del género deriva de las palabras griegas αλλος, allos = "diverso, diferente", y χειλος, cheilos = "labio", aludiendo a la forma anormal de los labelos, con un lóbulo posterior y cuatro anteriores.

## Taxonomía
El género fue descrito por  Wen Tsai Wang y publicado en Acta Phytotaxonomica Sinica 21(3): 321. 1983.

## Especies aceptadas
A continuación se brinda un listado de las especies del género Allocheilos aceptadas hasta abril de 2014, ordenadas alfabéticamente. Para cada una se indica el nombre binomial seguido del autor, abreviado según las convenciones y usos.
- Allocheilos cortusiflorum W.T.Wang
- Allocheilos guangxiensis H.Q.Wen, Y.G.Wei & S.H.Zhong